# Glitnir (banco)

El Glitnir es el tercer banco de importancia en Islandia. Fue nacionalizado en 2008, como consecuencia de la crisis financiera islandesa de 2008. Tiene oficinas representativas en Halifax y Shanghái.
En 2009 sus directivos, ejecutivos y auditores obtuvieron, junto con los de Kaupthing Bank, Landsbanki y el Banco Central de Islandia el Premio Ig Nobel de Economía.